# Enhetsskola
En enhetsskola är ett skolsystem där alla går i samma skolform i vissa årskurser, till skillnad från parallellskola. Begreppet används för grundskola och sekundär utbildning, men sällan för akademisk utbildning.

## Enhetsskola i världen

### Republiken Irland
I Republiken Irland började man införa enhetsskolsystem 1966.

### Storbritannien
I Storbritannien började England och Wales införa enhetsskolsystem år 1965, under beteckningen "comprehensive school". Skolformen omfattar idag omkring 90 % av samtliga elever.

### Sverige
I Sverige kallades föregångaren till grundskola för "enhetsskola", och föreslogs av 1946 års skolkommission. Läsåret 1949-1950 började 14 svenska kommuner inleda försöksverksamhet inför den skolreform som kommissionen gett benämningen enhetsskola, däribland i Bollnäs stad, Faluns  stad, Lillhärdals landskommun, Åhus stad, Burlövs landskommun, Skellefteå stad, Timrå köping och vissa skolor i Stockholms stad. Enhetsskolan blev 1962 den grundskola som 1972 var införd i hela Sverige. Det innebar att folkskolan och parallellskolesystemet var helt avvecklat.

### Tyskland
I Tyskland finns parallellskolesystemet fortfarande kvar, men sedan 1970-talet finns i vissa skoldistrikt ett enhetsskolsystem, så kallad Gesamtschule.

### USA
I USA har enhetsskolsystem en gammal tradition.